# Arthur Qvist
Arthur Qvist (n. 17 februarie 1896, Christiania, Suedia-Norvegia – d. 20 septembrie 1973, Comuna Ullensaker, Akershus, Norvegia) a fost un sportiv ce a reprezentat Norvegia, medaliat olimpic. A participat la 2 ediții ale Jocurilor Olimpice (1928, 1936) în care a câștigat o medalie de argint.